# Отель Безумие
«Отель Безумие» — московская рок-группа, созданная в мае 1989 года Андреем Манухиным (выступает под псевдонимом J.). Изначально собранная для игры на танцах обработок песен групп Creedence Clearwater Revival, The Doors и Элвиса Пресли, затем обратилась к собственному материалу. Пройдя через бард-фолк, фолк-рок, блюз-рок и снова фолк-рок, группа сместилась на территорию альт-кантри, где и пребывает сейчас.
Помимо участия в многочисленных фестивалях начиная с 1992 года, «Отель Безумие» регулярно даёт концерты с российскими и зарубежными группами, а на выступление, посвященное 30-летию J., собралось более 400 человек.
За время существования проекта J. играл также с многими другими группами, среди которых «Умка и Броневик» и «Башня Rowan», издавал журнал «Неформат», создал сайты Ольги Арефьевой, «Умки» и других музыкантов. С 2011 года является ведущим авторских программ «Вполголоса» и «Невод» на FolkRadio.Ru.

## Название
Название составлено из двух слов, связанных с любимой участниками музыкой (как у Pink Floyd): «Отель» — от названия песни «Отель Калифорния» The Eagles, «Безумие» — от названия группы Madness. В раннем периоде существовало написание «Отель „Безумие“», затем кавычки были опущены.
Английский вариант названия — «Hotel Mindlessness», сформулирован в 1993 году. Слово «mindlessness» было взято, чтобы отличаться от исходного «madness», и образовано по принципу нагромождения суффиксов, характерного для советской методики преподавания английского языка (типа «nonbrightlessness»). В отличие от «madness», безумия активного, «mindlessness» обозначает беззаботность, легкомыслие, отсутствие умствования, долгого размышления над проблемой.

## Состав
- Катя Скворцова — вокал (с 2007 года)
- Валя Николаева — скрипка (с 2006 года)
- Данила Турунтаев — гитара (с 2007 года) (также Argentum, МирТ, Трамвай Фантазий)
- Даниил Воронин — бас (с 2009 года)
- Александр Малыхин — барабаны (с 2009 года) (также Roobato Grooves)
- J. — перкуссия, тексты, музыка (ранее также вокал) (с 1989 года)

## В группе также играли
- Роман «Багма» Рудаков — гитара, вокал (1989—1990)
- Денис «Black» Чернышев — гитара (1989—1990)
- Александр Агатов — бас (1992—1993)
- Алексей Чирков — гитара, вокал, музыка (1992—1999)
- Тимур «Wizard» Тучин — звук, бэк-вокал (1992—1997)
- Дмитрий Засыпкин — гитара (1993)
- Елена Макарова — гитара, клавишные, вокал, музыка (1993—1995)
- Елена Халий (Волгина) — вокал, клавишные (1995—1996) (также The Notemakers, In-Side, ОднаКо)
- Антон Данилов — бас (1995—1996) (также The Notemakers, In-Side, Предупреждение, Бобровая Хатка)
- Илья Луговой — гитара, клавишные, бас, вокал (1995—1996, 1998) (также The Notemakers, In-Side, Free Company)
- Наталья Бирюкова — скрипка (1996—2001)
- Александр Пеньков — гитара (1996—1997) (также Регулярные Части Авантюристов)
- Оксана «Чушъ» Мусина — вокал (1996) (также Регулярные Части Авантюристов)
- Андрей «Жора» Литвиненко — бас (1996—1997) (также Северная Сторона)
- Алька (Алина Николаева) — вокал, акустическая гитара, блок-флейта, музыка (1997—2001)
- Валентин Виноградов — гитара, музыка (1999—2004)
- Анатолий Смирнов — бас (2000—2001, 2003—2004) (также Спи, Город Макондо, Шквал)
- Мария Масалова — вокал (2001—2003) (также Лямца)
- Саша Скворцова — скрипка, бэк-вокал (2001—2004) (также Лямца, Der Partizaner Kish, Время Ч)
- Антон Аксюк — бас (2001—2003) (также Нечеловеческая музыка Псоя Короленко)
- Маша «Карлываныч» Сикирина — вокал, гитара, музыка (2003—2004) (также КарлЫваныч)
- Юлия Соловьева — вокал (2006) (также Перспектива)
- Олег Канаков — гитара (2006) (также Чертополох, Башня Rowan)
- Дин Гиряндин — бас (2006—2008) (также Башня Rowan)
- Михаил Пименов — бас (2008—2009)

## Официальные релизы
- 1996 — Блюзовые сны (компакт-кассета, лейбл «Отход на Север», 2000+500 экз.)
- 2001 — Магия Ящерицы (CD, лейбл «Форпост Records», 1000 экз.)
- 2004 — Концерт в «Форпосте» (live) (CD, лейбл «Форпост Records», 1000 экз.)
- 2011 — Сингл (Интернет-релиз)

Также песни группы входили в состав сборника «Открытая музыка»(2001), выпущенного как приложение к дистрибутиву ALT Linux Master.